# Demarziella geminata
Demarziella geminata är en skalbaggsart som beskrevs av Macleay 1871. Demarziella geminata ingår i släktet Demarziella och familjen bladhorningar. Inga underarter finns listade i Catalogue of Life.